# Vidar Viking
För andra betydelser, se Vidar (olika betydelser).
Vidar Viking är ett tidigare svenskt fartyg som använts både som offshorefartyg och isbrytare. Vidar Viking var det tredje och sista fartyget i klassen att levereras. Fartyget har två systerfartyg, Tor Viking och Balder Viking. Vidar Viking, Tor Viking II och Balder Viking såldes i augusti 2018 av Viking Supply Ships AS till Kanada.
Vidar Viking deltog år 2004 tillsammans med den svenska isbrytaren Oden och den ryska Sovjetski Sojuz i en forskningsexpedition i Arktis.